# Yoncatepe
Koordinaten: 38° 26′ 9,8″ N, 43° 27′ 2,3″ O
Yoncatepe (deutsch Kleehügel) ist ein urartäischer Siedlungshügel in der Provinz Van in der Osttürkei. Er wird seit 1997 unter Leitung von Oktay Belli von der Universität Istanbul ausgegraben.
Yoncatepe liegt 11 km südöstlich vom Ostufer des Vansees in 2051 m Höhe. Die Berge Erek Dağı (3200 m) und Varak Dağı (2800 m) liegen am Ostrand der Ebene.
Der Palast liegt im höchsten Teil der Siedlung und ist ca. 2600 m2 groß. Das Untergeschoss bestand aus Steinblöcken, das Obergeschoss aus Lehmziegeln. Der Palast wurde durch ein katastrophales Feuer zerstört, das gewöhnlich den Skythen angelastet wird, da auf dem Hang der Akropolis dreiflüglige Pfeilspitzen gefunden wurden.
Im Palast wurden Lagerräume mit Pithoi sowie eine Küche mit Herdstellen ausgegraben. Nördlich des Palastes lag eine Flachsiedlung. Auch ein Friedhof wurde identifiziert.
Der urartäische Name der Festung ist unbekannt. Aus der Kirche von Varak (Yedikilise) in dem nahegelegenen Dorf Bakraçlı stammt jedoch eine Inschrift des Königs Menua (810–786 v. Chr.)